# 東松山橋

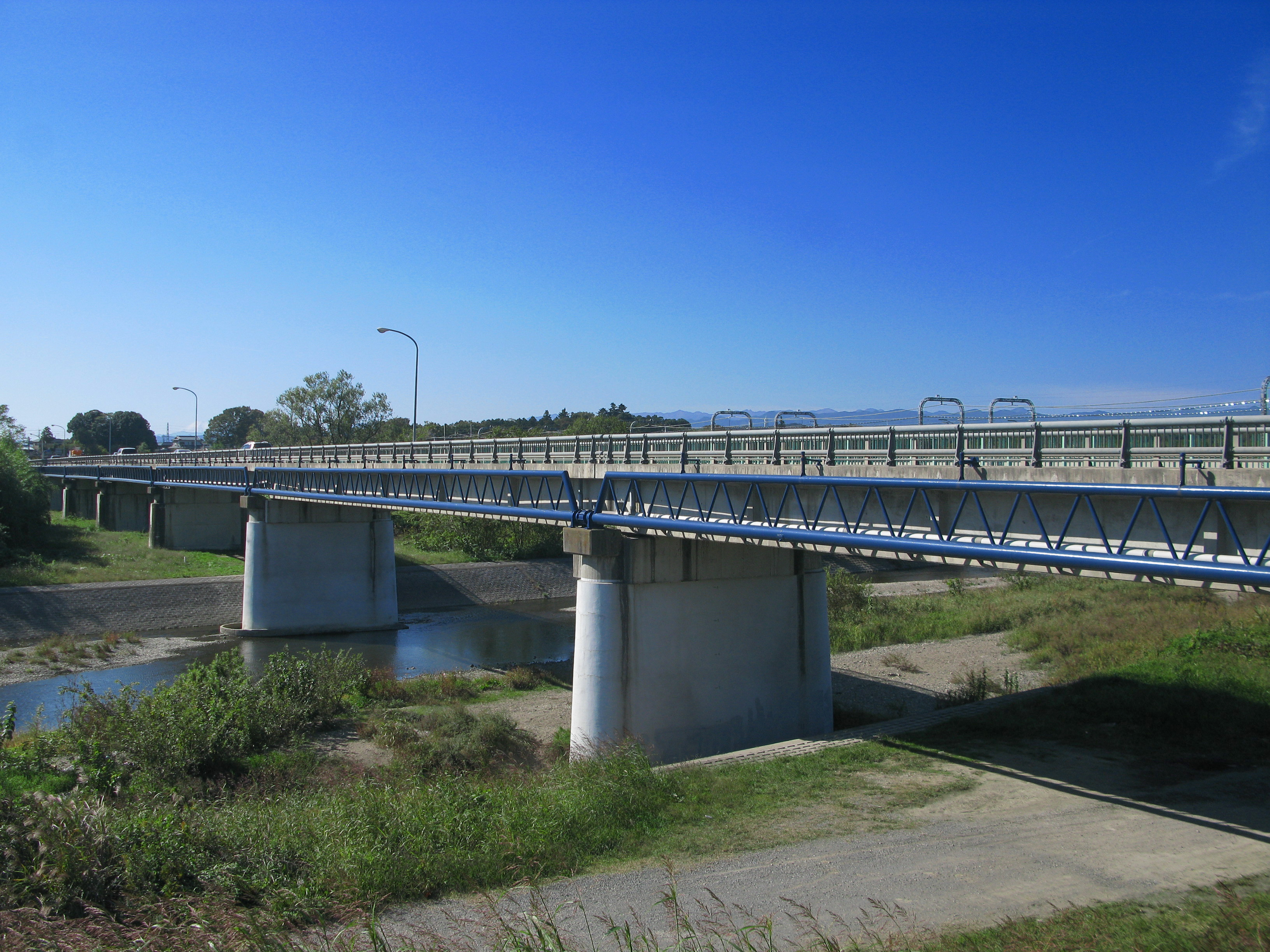
東松山橋（2012年11月）

東松山橋（ひがしまつやまばし）は、埼玉県東松山市高坂と同市上押垂および下押垂の間を流れる都幾川に架かる東松山市道80号の道路橋である。1963年（昭和38年）8月に開通した当時の主要地方道埼玉県道熊谷武蔵線の橋として建設されたものである。

## 概要

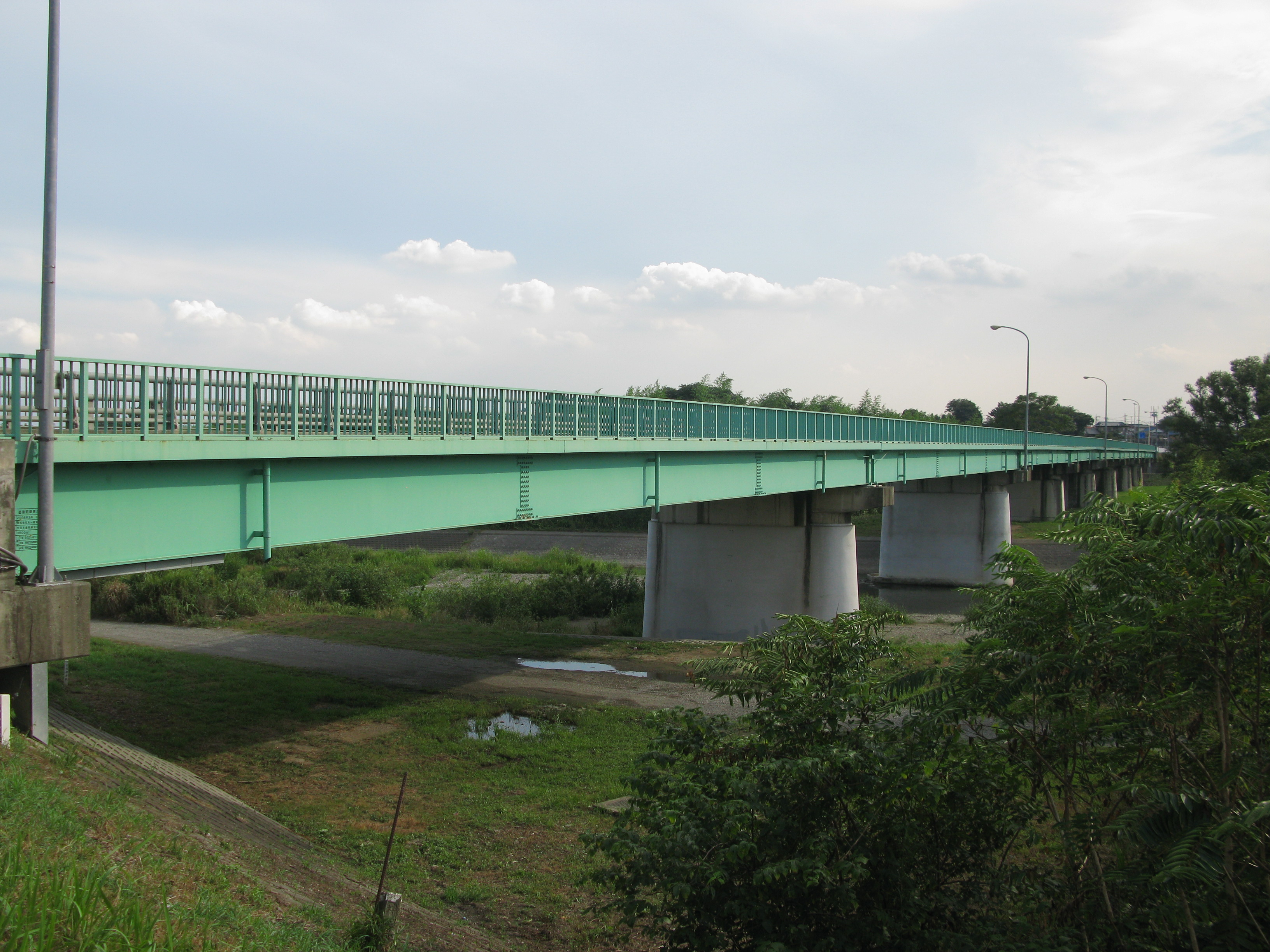
左岸上流側から（2012年9月）

都幾川の終点からおよそ3.4 kmの地点に架かる橋長272 m、幅員8.25 m、最大支間長39.9 mの8径間PC単純桁橋である。歩道は上流側のみに設置されている。両側の取り付け道路（アプローチ区間）は両側とも盛土で、右岸側は約600メートルとなっている。左岸側の堤防天端から橋へは、下流側がアクセス可能となっており、上流側に道路は整備されていない。右岸側には堤防は無く、取付道路の盛土が高坂台地の縁に接続している。橋名は東松山市の市名に因む。

## 歴史
この橋の場所は明治時代まで日光脇往還の「高坂の渡し」として渡し船が運航されていたが、明治時代に現在の東松山橋のやや下流の河川敷内に冠水橋の高坂冠水橋が建設された。この橋のあった場所は、蛇行していた都幾川の流路整備工事（直線化）によりグラウンドになり、遺構は残されていない。
戦後の高度成長期の頃から自動車の交通量が増大し、大型車の通行が不可能で大雨のたびに通行不能となる冠水橋は不便であった。このため、主に上流に架かる埼玉県道344号高坂上唐子線の唐子橋に迂回していたが、遠回りとなるためそれに変わって新しく橋を建設することになったのが現在の東松山橋である。この橋は、1961年（昭和36年）に完工された幅員6 mのコンクリート橋であった。落成式（開通式）は1963年（昭和38年）8月29日午前10時より挙行され、右岸側に向けて神官を先頭に地元の三世代家族による渡り初めが行なわれた。2005年（平成17年）に欄干交換工事が行われ、欄干だけは近代的になった。
また、歩道が併設されていなかったことから後年、上流側に密接して鋼鉄製の歩道専用橋が建設され、現行の幅員となった。
埼玉県道熊谷入間線は、1982年（昭和57年）に国道407号に指定され東松山橋は国道の橋となるが、2007年（平成19年）に国道407号東松山バイパスの新東松山橋が開通すると、東松山橋は国道指定を解除され東松山市道となっている。

## 周辺
河川敷内に旧河道の名残の河跡湖が残されている。
- 高坂駅
- 高坂館（高済寺）
- 高坂郵便局
- 東松山市立高坂図書館
- 都幾川リバーサイドパーク
- うらら花高坂
  - ピオニウォーク東松山

## 隣の橋
- 都幾川

（上流） - 唐子橋 - 都幾川橋梁 - 東松山橋 - 新東松山橋 - 高野橋 - （下流）